# Subaru WRX
Subaru WRX — повнопривідна спортивна версія автомобіля японського концерну Subaru «компактного» класу — Subaru Impreza. З 1992 по 2014 рік називалась Subaru Impreza WRX.
З моменту заснування моделі випущені такі покоління Subaru Impreza WRX:
- Subaru Impreza WRX 1 (1992–2000)
- Subaru Impreza WRX 2 (2001–2007)
- Subaru Impreza WRX 3 (2007–2014)
- Subaru WRX (2014–2021)
- Subaru WRX (з 2021)

## Опис моделі
Випускається у варіантах седан, купе (до 2000 року), універсал (до 2007 року), а також хетчбек (з 2007 року). Гарна динаміка і керованість при порівняно невеликій ціні зробили WRX дуже популярною серед автомобільних ентузіастів.
Продажі Subaru WRX почалися в 1992 року в Японії, але дуже скоро модель стали продавати також в Австралії, Північній Америці і Європі. У порівнянні з базовою моделлю, на WRX встановлюються ширші низькопрофільні шини, поліпшені гальма і посилена підвіска. Основна відмінність WRX від більш дешевих модифікацій — наявність турбонадуву, їх зовнішня відмінність — повітрозабірник на капоті, а також збільшені колеса — диски 18 дюймів.

## Перше покоління (1992–2000)

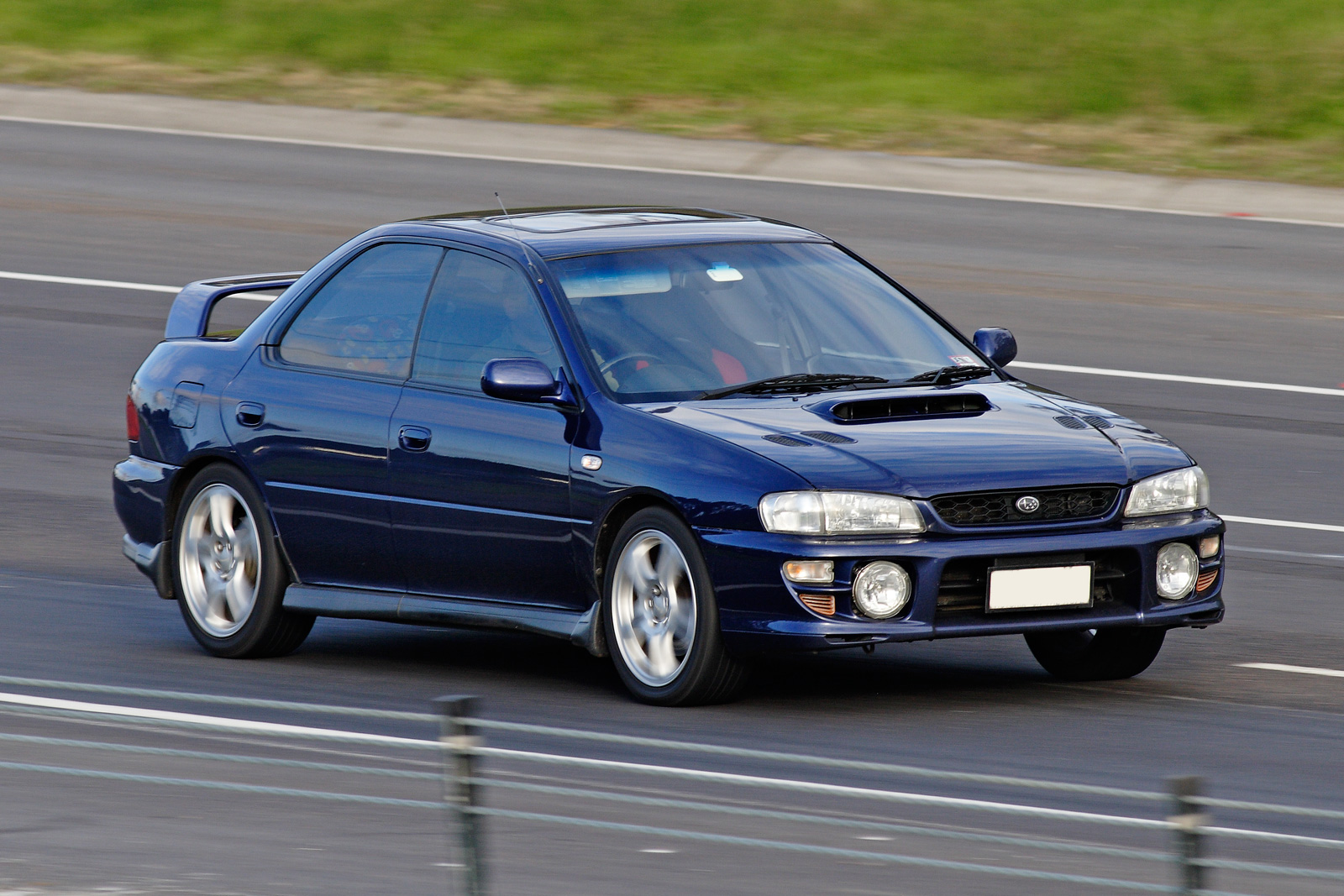
Subaru Impreza WRX I

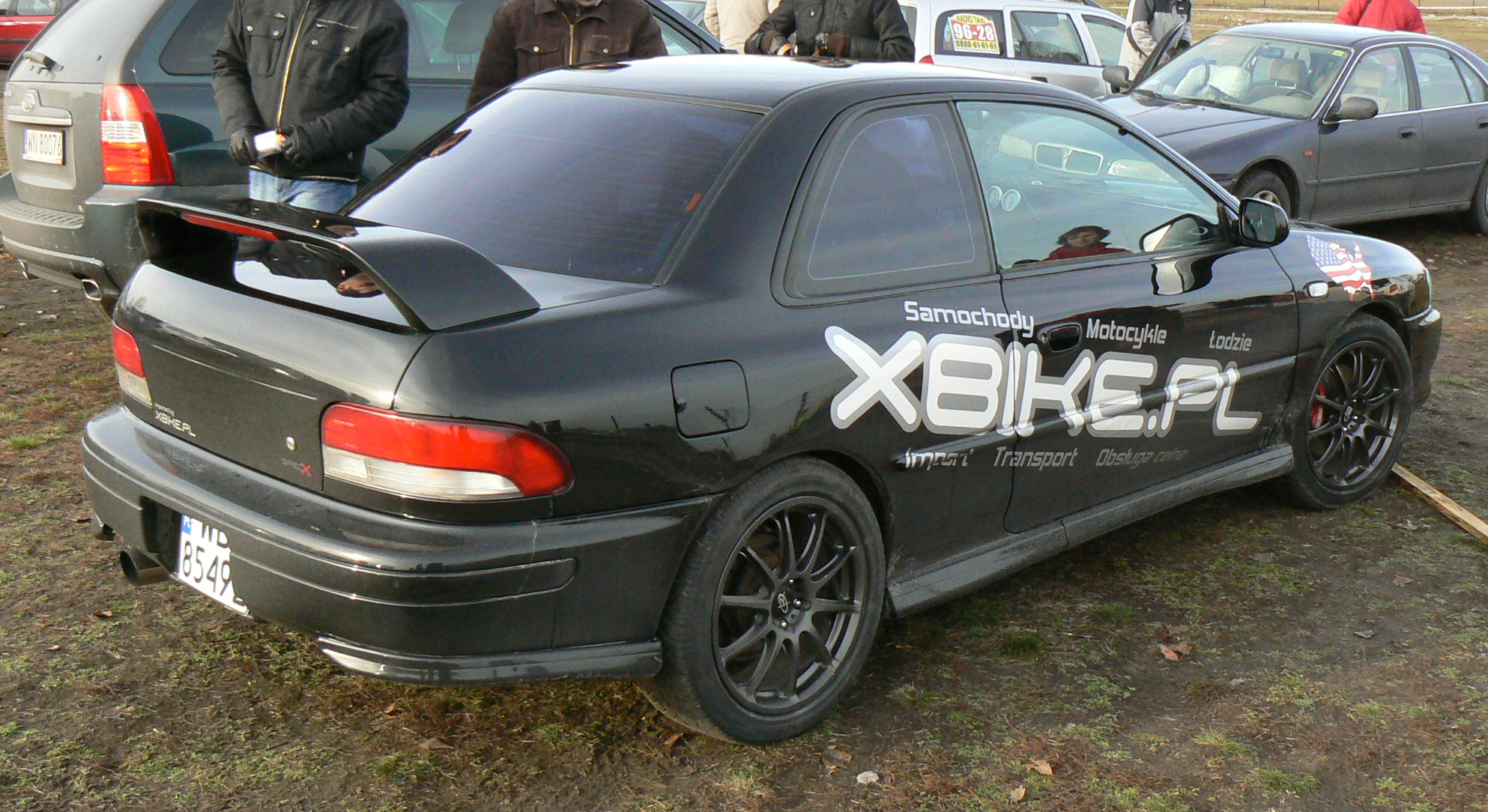
Subaru Impreza WRX I coupe

Subaru Impreza WRX першого покоління дебютувала в листопаді 1992 року як седан і в жовтні 1993 року — як універсал. Останню модель логічніше назвати подовженим п'ятидверним хетчбеком. У січні 1997 року з'явилася модифікація з кузовом купе. Потужність різних версій опозитного бензинового двигуна EJ20G об'ємом 2,0 л становила від 211 до 250 к.с., всі без винятку автомобілі оснащувалися 5 ст. механічними КПП.

### Двигун
- 2.0 L EJ20G H4-T

## Друге покоління (2000–2007)
В 2000 році з'явилося друге покоління Impreza WRX в кузові седан і універсал з постійним повним приводом (при прослизанні задніх коліс тяга автоматично розподіляється між осями в відношенні до 50:50), 5 ст. механічною КПП і 2,0 літровим турбованим двигуном EJ205 потужністю 218 к.с.
В 2003 році модель модернізували, змінився зовнішній вигляд, а потужність двигуна зросла до 225 к.с.
В 2005 році модель модернізували вдруге, змінився зовнішній вигляд, автомобіль отримав новий бензиновий двигун EJ255 з турбонадувом об'ємом 2,5 л потужністю 230 к.с., який агрегатувався з 5 ст. механічною КПП.
|                                   |
| Subaru Impreza WRX II (2000-2003) |

|                                   |
| Subaru Impreza WRX II (2003-2005) |

|                                              |
| Subaru Impreza WRX II Sportwagon (2003-2005) |

|                                   |
| Subaru Impreza WRX II (2005-2007) |

### Двигуни
- 2.0 L EJ205 H4-T
- 2.5 L EJ255 H4-T

## Третє покоління (2007–2014)

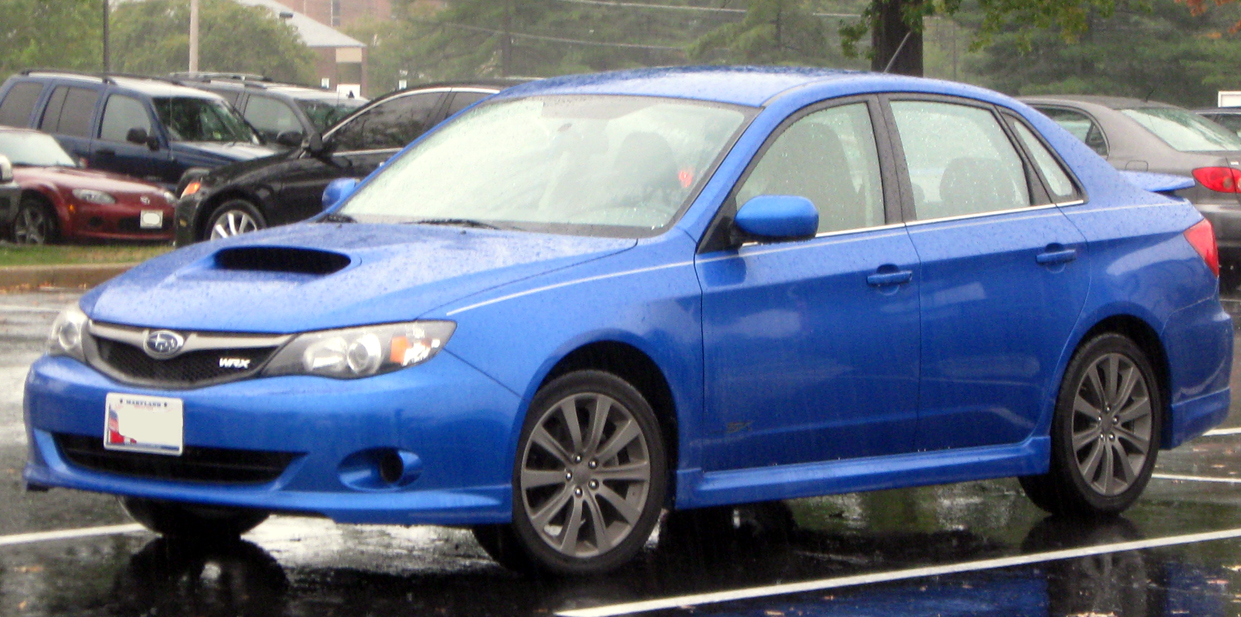
Subaru Impreza WRX III

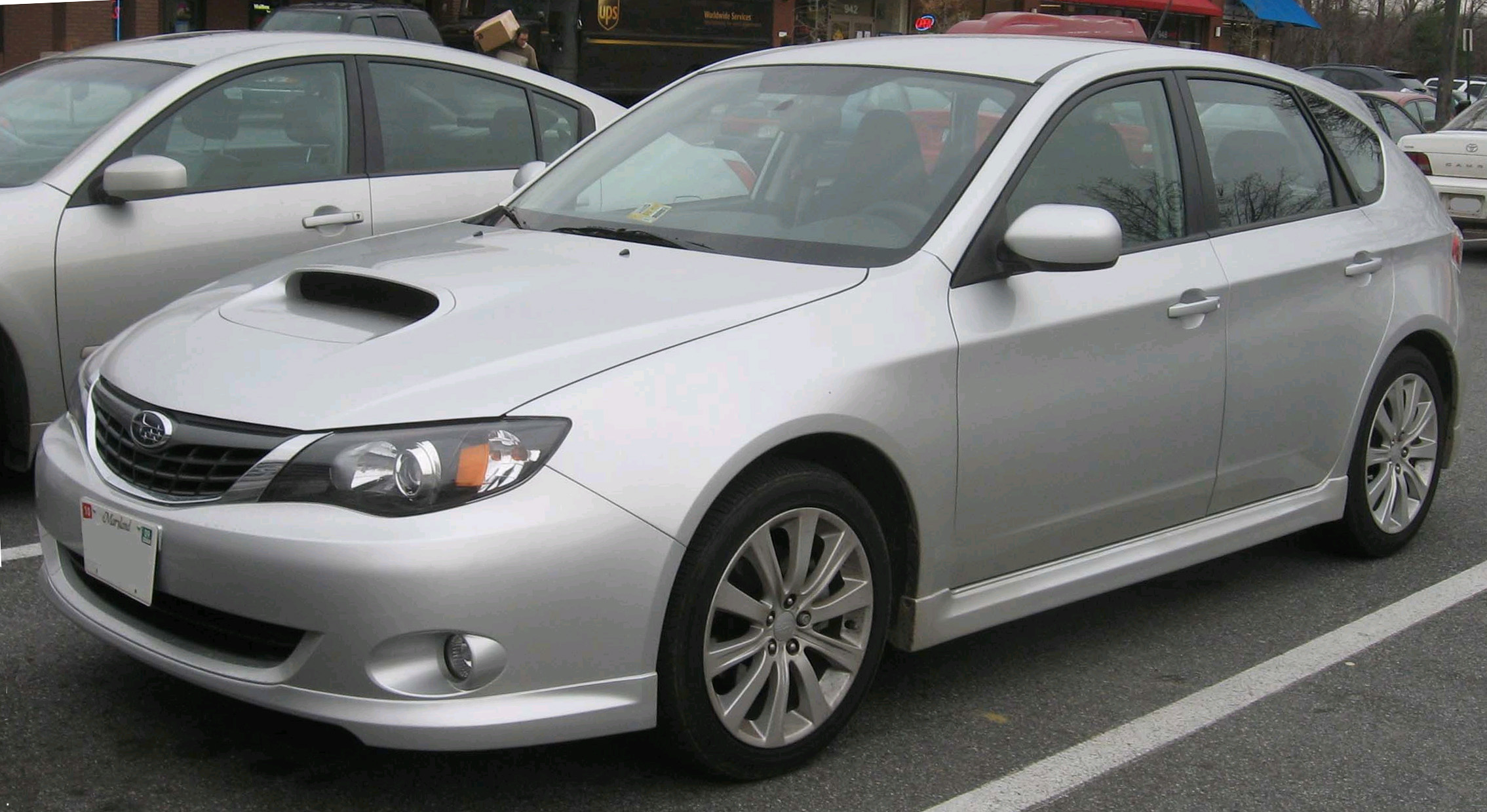
Subaru Impreza WRX III

Subaru Impreza WRX третього покоління спочатку випускалася тільки в кузові хетчбек, але в 2010 на Нью-Йоркському автосалоні її представили і в кузові седан. Турбований горизонтально-оппозитний двигун EJ255 об'ємом 2,5 л потужністю 230 к.с. працює в парі з 5-ступінчастою механічною КПП. Сучасна Impreza WRX відрізняється великою кількістю сучасних елементів в плані безпеки і комфорту.

### Двигун
- 2.5 L EJ255 H4-T

## Четверте покоління (VA; 2014—2021)

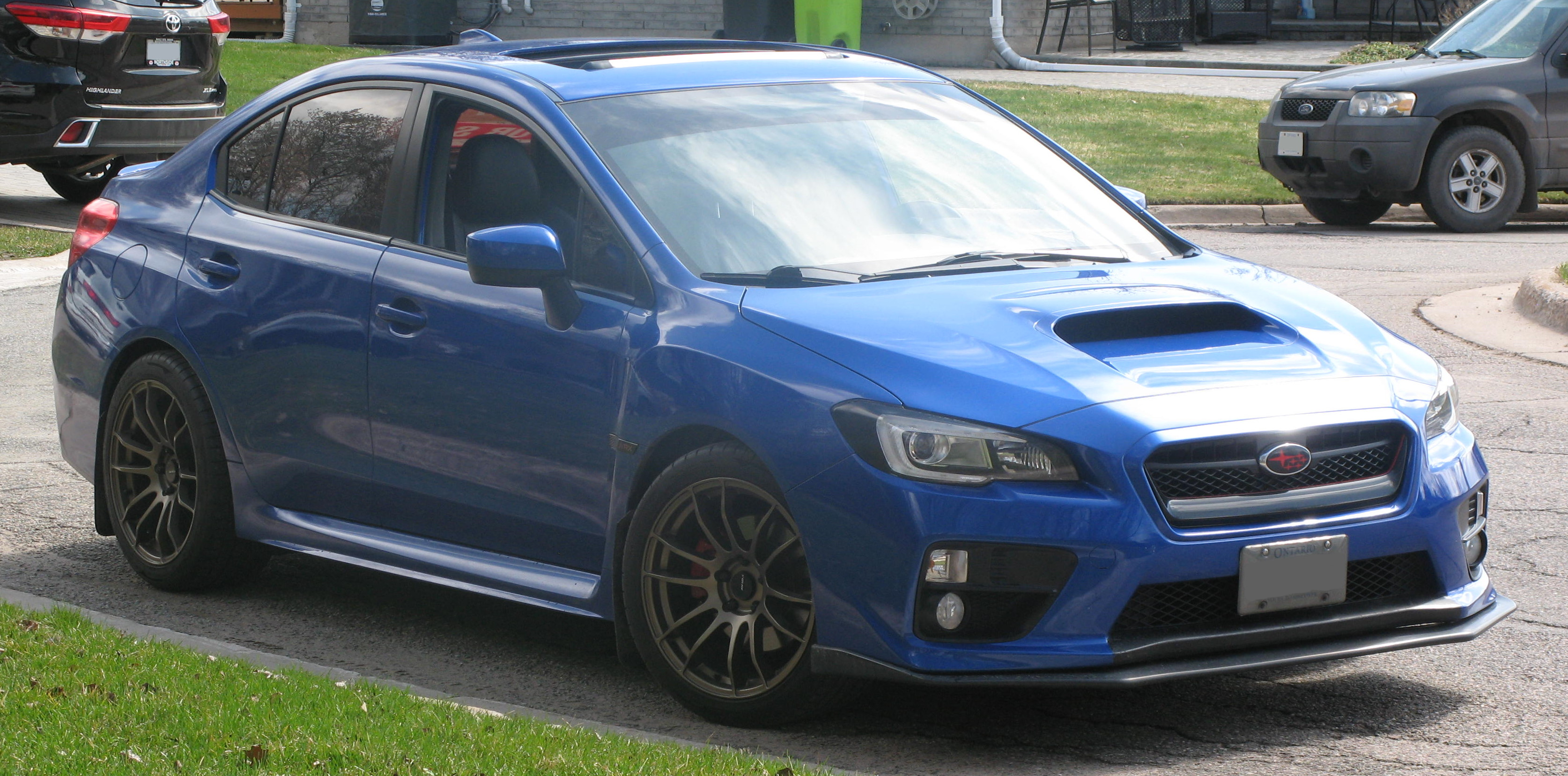
Subaru WRX (VA)

Четверте покоління дебютувало на автосалоні в Лос-Анджелес 21 листопада 2013 року. Автомобіль отримав назву Subaru WRX і оснащується 2,0 літровим бензиновим турбодвигуном потужністю 268 к.с., крутний момент 349 Нм. Коробка передач — варіатор Lineartronic двох типів. Седан Subaru WRX отримав систему повного приводу Symmetrical AWD. Довжина седана Subaru WRX становить 4595 мм, ширина — 1795, висота — 1475 мм, колісна база — 2650 мм.
2016 року Subaru WRX та WRX STI продовжують вражати доданням новітніх технологій допомоги водієві та найновішої системи навігації від Subaru. Тим не менш, повний привід та потужні 4-циліндрові двигуни залишаються незмінними, що робить їх улюбленцями прихильників вражаючої динаміки за (відносно) низьку ціну. Версії ВРХ можуть бути обладнані навіть автоматичною трансмісією. 
Базовий Subaru WRX 2016 року стандартно обладнаний: автоматичним клімат-контролем, камерою заднього огляду, новою аудіо системою, яка використовує сенсорний екран Starlink від Субару та включає Bluetooth, Pandora, радіо iHeart, USB і ще один додатковий роз’єм. Ходові характеристики автомобіля формують 268-сильний 4-циліндровий двигун, 17-дюймові литі диски із високоякісними шинами, та система активної векторизації крутильного моменту від Subaru, яка використовує гальма, щоб контролювати знос передньої осі. Субару ВРХ STI оснащений: 2-зонним клімат-контролем, підігрівом передніх сидінь, 18-дюймовими дисками, світлодіодними фарами головного світла та обшивкою салону штучною замшею Alcantara. Технології безпеки включають: 7 подушок безпеки, комплект електронних засобів для забезпечення стабільності кузова та жорстку структуру кузова від Subaru. 
Багажник Subaru WRX пропонує 340 л простору. Спинки задніх крісел можна скласти за схемою 60/40, щоб звільнити додаткове місце для довгого вантажу. 

### Двигун
- 2.0 L FA20F H4-T

## П'яте покоління (VB; 2021—наш час)

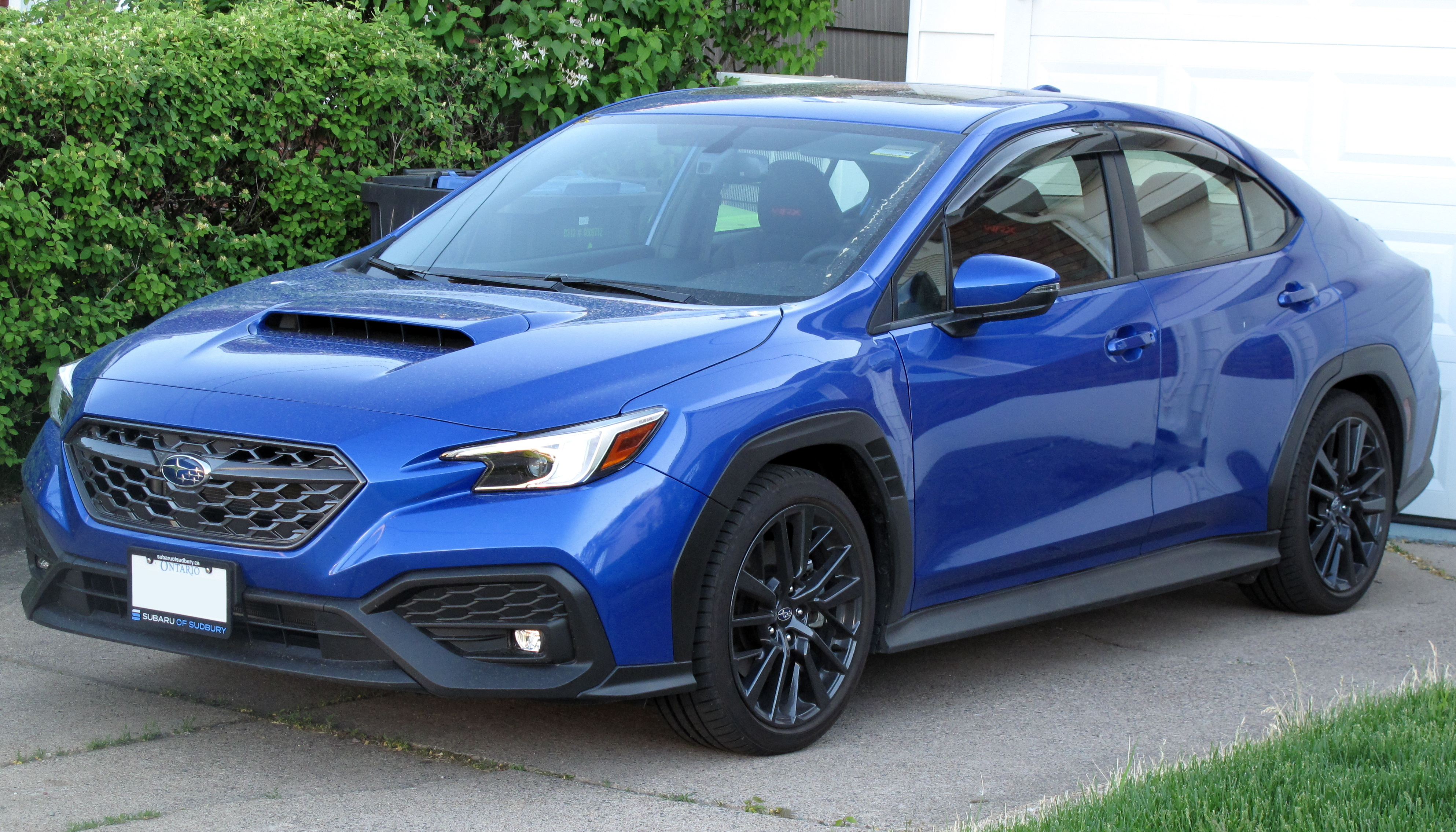
Subaru WRX (VB)

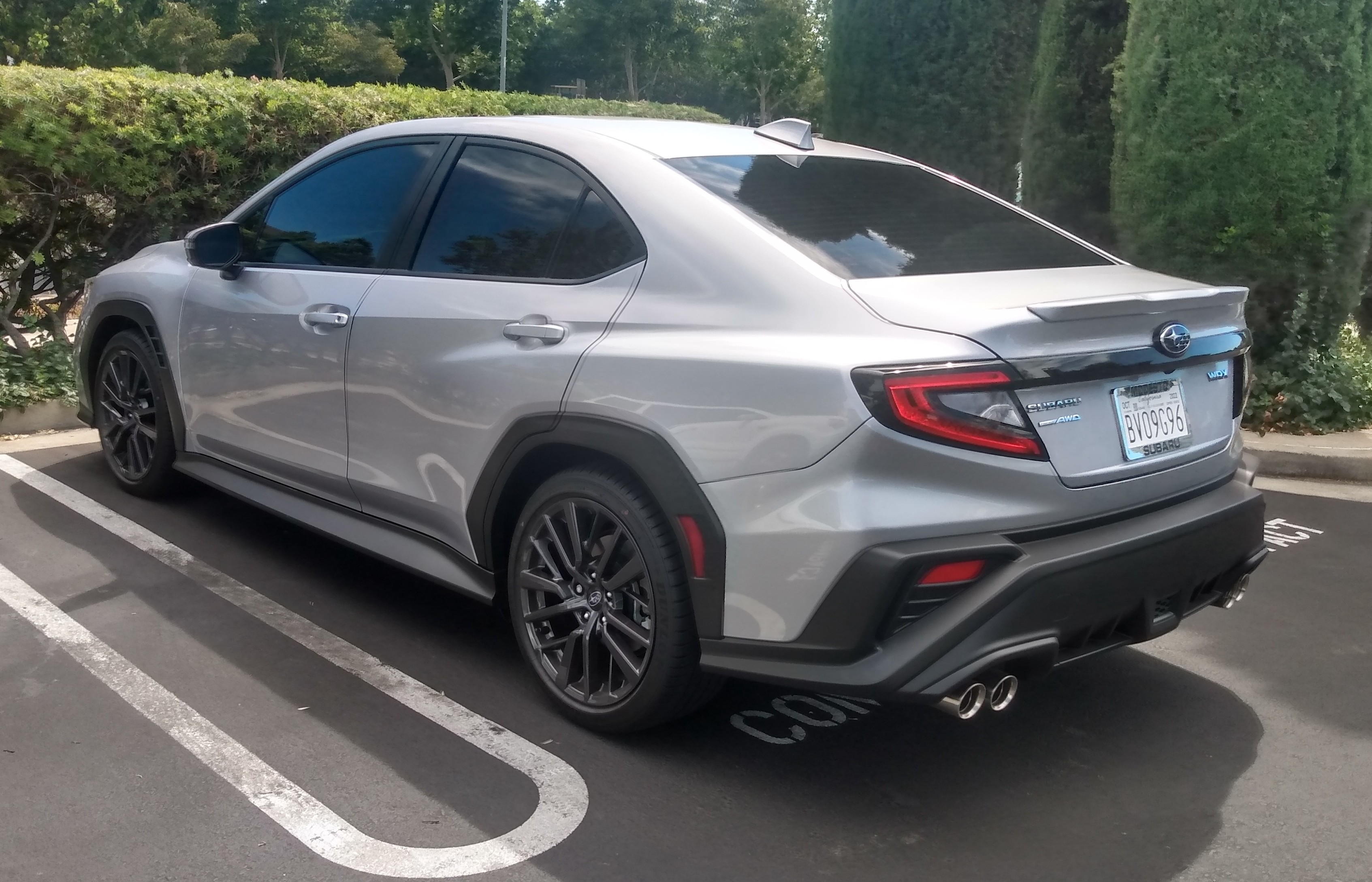

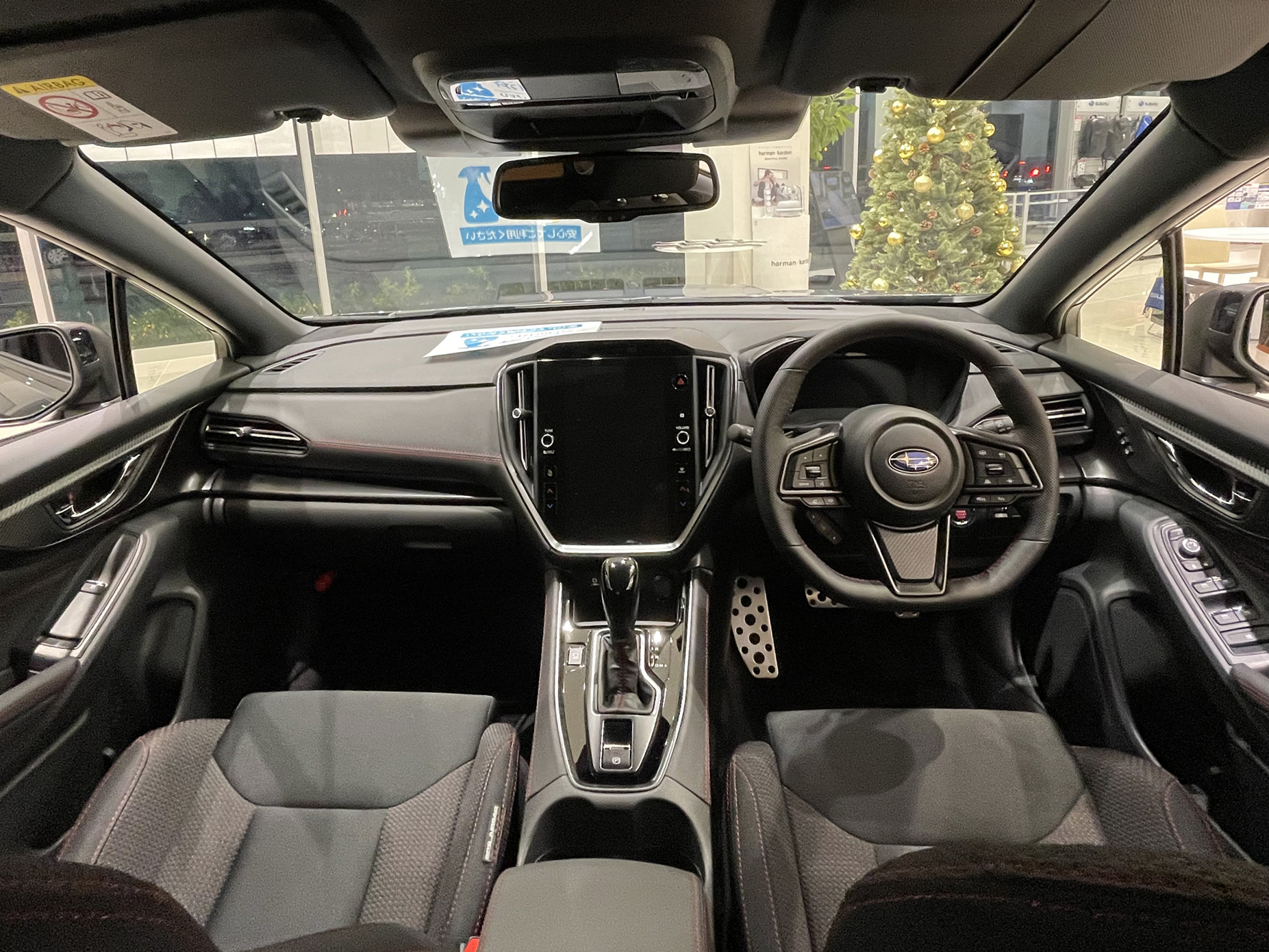

Нове покоління WRX було представлено серією концептуальних автомобілів під брендом VIZIV Performance Concept ще в 2017 році. Серійний WRX був перероблений для 2022 модельного року та перенесений на платформу Subaru Global Platform. Subaru мала намір дебютувати абсолютно новий WRX 2022 року 19 серпня 2021 року на Нью-Йоркському міжнародному автосалоні 2021 року. Однак через скасування автошоу презентацію перенесли на 10 вересня.
У березні 2022 року Subaru оголосила, що не продаватиме високопродуктивну модель WRX STI другого покоління з двигуном внутрішнього згоряння. Домінік Інфанте з Subaru заявив: «[Новий WRX STI матиме дуже обмежений термін придатності... Правила [викидів] змінюються настільки швидко, що це не мало б жодного сенсу». Покоління WRX після VB може включати WRX STI, але майбутнє WRX STI, ймовірно, включатиме гібридну або електричну трансмісію.

### Двигун
- 2.4 L FA24F turbo H4 275 к.с. при 5600 об/хв 350 Нм при 2000-4800 об/хв

## Автоспорт
На спортивних версіях моделі Subaru Impreza WRX неодноразово здобували перемоги в чемпіонатах світу з ралі WRC, а також в різних національних чемпіонатах — ралійних, кросових, ралі-кросових, з шосейно-кільцевих гонок.

## Зноски
1. ↑  Третє покоління на Drom.ru. Архів оригіналу за 23 квітня 2012. Процитовано 18 червня 2010.
2. ↑  Як ми тестували Subaru WRX 2016. automoto.ua. Архів оригіналу за 4 листопада 2016. Процитовано 4 листопада 2016.
3. ↑  Как мы тестировали Subaru WRX 2021 года. Automoto.ua. AutoMoto.ua (рос.). Процитовано 22 вересня 2021.